# Illoqita-(Ce)
La illoqita-(Ce) és un mineral de la classe dels silicats que pertany al grup de la nordita.

## Característiques
La illoqita-(Ce) és un inosilicat de fórmula química Na₂NaBaCeZnSi₆O17. Va ser aprovada com a espècie vàlida per l'Associació Mineralògica Internacional l'any 2021, sent publicada l'any 2022. Cristal·litza en el sistema ortoròmbic.
Les mostres que van servir per a determinar l'espècie, el que es coneix com a material tipus, es troben conservades a les col·leccions mineralògiques del Museu d'Història Natural de la Universitat d'Oslo, amb els número de catàleg: knr 44274 i knr 44275.

## Formació i jaciments
Va ser descoberta al Taseq, al Complex d'Ilímaussaq (Kujalleq, Groenlàndia), on es va trobar en forma de cristalls aïllats de fins a 150 μm de mida, i formant agregats radiants de fins a 200 μm de diàmetre. Aquest és l'únic indret de tot el planeta on ha estat descrita aquesta espècie mineral.